# Gonodonta biarmata
Gonodonta biarmata är en fjärilsart som beskrevs av Achille Guenée 1852. Gonodonta biarmata ingår i släktet Gonodonta och familjen nattflyn. Inga underarter finns listade i Catalogue of Life.